# Orde de l'Elefant
L'Orde de l'Elefant (en danès Elefantordenen) és el màxim orde honorífic danès. L'Ordre de l'Elefant (en danès: Elefantordenen) és una ordre de cavalleria danesa i és l'honor més alt de Dinamarca. Té orígens al segle xv, però existeix oficialment des de 1693, i des de l'establiment de la monarquia constitucional el 1849, ara s'utilitza gairebé exclusivament per honrar la reialesa i els caps d'estat. El 1958 se'n modificaren els estatuts mitjançant una ordre reial, permetent que les dones també poguessin ser membres de l'orde.
El Gran Mestre de l'Orde és el monarca danès; i pràcticament està reservada als membres de la família reial danesa, així com a membres de cases reials estrangeres i caps d'estat. En circumstàncies molt excepcionals pot ser atorgada a un particular. L'únic membre viu de l'orde en aquestes circumstàncies excepcionals és Mærsk Mc-Kinney Møller, un magnat industrial i filantrop.
Els dies de l'orde són l'1 de gener, el 28 de juny i l'aniversari de la reina.
Després del traspàs d'un membre de l'orde, la insígnia de l'orde ha de ser tornada.
Entre els receptors estan el general Dwight Eisenhower, el mariscal Sir Bernard Law Montgomery, Sir Winston Churchill, el professor Niels Bohr (pare de l'estructura de l'àtom) i Lech Walesa (com a icona excepcional de la llibertat, la pau i la solidaritat, representant l'esperit de la «Nova Europa»). Com a curiositat, cal esmentar que el president de Romania Nicolae Ceaucescu rebé l'orde durant la seva visita d'Estat a Dinamarca el 1980, però va ser revocada per la reina el 23 de desembre de 1989 i el seu nom fou eliminat dels llistats oficials (ha estat l'únic cas en tota la història de l'orde).
Els membres de la família reial espanyola de l'orde són els reis Joan Carles I i Sofia de Grècia, així com la infanta Cristina de Borbó, però el rei Felip VI no hi figura.

## Insígnia
- El collar: És d'or. Consisteix en elefants i torres alternes. A la manta dels elefants hi ha una «D» de Dania, nom llatí de Dinamarca.
- La insígnia: És un elefant d'esmalt blanc, d'uns 5 cm d'alçada. Sobre l'elefant hi ha una torre, i davant la torre, un moro amb una llança daurada. A la dreta de l'elefant hi ha una creu de diamants, i a l'esquerra, el monograma del monarca vigent.
- L'estrella: És una estrella de vuit puntes de plata. Al centre hi ha un medalló vermell amb una creu, envoltada per una branca de llorer de plata. Es llueix a l'esquerra del pit.
- La banda: És de color blau cel, de 10 cm d'amplada. Penja de l'espatlla esquerra i es lliga a la dreta de la cintura, amb la insígnia al nus. El collar no es llueix amb la banda.